# Giải César danh dự
Giải César danh dự là một giải César đặc biệt mà Viện Hàn lâm Nghệ thuật và Kỹ thuật điện ảnh Pháp dành tặng những người có đóng góp lớn cho ngành điện ảnh. Số giải thưởng thay đổi theo từng năm (từ 1 tới 4 giải); nhưng từ năm 1997 thì thường ít nhất là trao cho 1 người Pháp và 1 người nước ngoài.
Năm 2008, nữ diễn viên Jeanne Moreau là người đầu tiên đoạt "Giải César danh dự" lần thứ hai vì có cống hiến đặc biệt cho điện ảnh. Trước đó Jeanne Moreau đã đoạt giải này năm 1995.
Dưới đây là danh sách các người đoạt giải:
| Năm  | Tên                        | Nghề nghiệp | Quốc gia        |                 |
| 1976 | Ingrid Bergman             | Nữ diễn viên | Thụy Điển       |                 |
| 1977 | Henri Langlois             | Đạo diễn | Pháp            |                 |
| 1977 | Jacques Tati               | Nam diễn viên, Đạo diễn | Pháp            |                 |
| 1978 | Robert Dorfmann            | Nhà sản xuất | Pháp            |                 |
| 1979 | Marcel Carné               | Đạo diễn & Viết kịch bản | Pháp            |                 |
| 1979 | Walt Disney (truy tặng)    | Nhà sản xuất | Hoa Kỳ          |                 |
| 1980 | Pierre Braunberger         | Nhà sản xuất, Đạo diễn & Diễn viên | Pháp            |                 |
| 1980 | Louis de Funès             | Diễn viên | Pháp            |                 |
| 1980 | Kirk Douglas               | Diễn viên, Đạo diễn & Nhà sản xuất | Hoa Kỳ          |                 |
| 1981 | Không trao giải            | Không trao giải | Không trao giải | Không trao giải |
| 1982 | Georges Dancigers          | Nhà sản xuất | Nga/Pháp        |                 |
| 1982 | Alexandre Mnouchkine       | Nhà sản xuất | Nga/Pháp        |                 |
| 1983 | Không trao giải            | Không trao giải | Không trao giải | Không trao giải |
| 1984 | René Clément               | Đạo diễn & Viết kịch bản | Pháp            |                 |
| 1984 | Georges de Beauregard      | Nhà sản xuất | Pháp            |                 |
| 1984 | Edwige Feuillère           | Nữ diễn viên & Viết kịch bản | Pháp            |                 |
| 1985 | Christian-Jaque            | Đạo diễn & Viết kịch bản | Pháp            |                 |
| 1985 | Danielle Darrieux          | Nữ diễn viên | Pháp            |                 |
| 1985 | Christine Gouze-Rénal      | Nữ diễn viên & Nhà sản xuất | Pháp            |                 |
| 1985 | Alain Poiré                | Nhà sản xuất & Viết kịch bản | Pháp            |                 |
| 1986 | Cinémathèque française     | Viện Phim | Pháp            |                 |
| 1986 | Bette Davis                | Nữ diễn viên & Nhà sản xuất | Hoa Kỳ          |                 |
| 1986 | Jean Delannoy              | Đạo diễn, Nhà sản xuất & Viết kịch bản | Pháp            |                 |
| 1986 | René Ferracci              | Nhà thiết kế | Pháp            |                 |
| 1986 | Shoa                       | Phim tài liệu của Claude Lanzmann năm 1985 | Pháp            |                 |
| 1987 | Xưởng phim quân đội        | Lưu trữ phim | Pháp            |                 |
| 1987 | Yves Allégret              | Đạo diễn & Nhà sản xuất | Pháp            |                 |
| 1987 | Jean Gabin (truy tặng)     | Nam diễn viên | Pháp            |                 |
| 1987 | Jean-Luc Godard            | Diễn viên, Đạo diễn & Viết kịch bản | Pháp            |                 |
| 1988 | Serge Silberman            | Nhà sản xuất & Viết kịch bản | Nga/Pháp        |                 |
| 1989 | Bernard Blier              | Nam diễn viên | Pháp            |                 |
| 1989 | Paul Grimault              | Diễn viên, Đạo diễn & Viết kịch bản | Pháp            |                 |
| 1990 | Philippe Dormoy            | Diễn viên, Đạo diễn & Viết kịch bản | Pháp            |                 |
| 1990 | Gérard Philipe (truy tặng) | Nam diễn viên | Pháp            |                 |
| 1991 | Jean-Pierre Aumont         | Diễn viên & Viết kịch bản | Pháp            |                 |
| 1991 | Sophia Loren               | Nữ diễn viên | Ý               |                 |
| 1992 | Michèle Morgan             | Nữ diễn viên | Pháp            |                 |
| 1992 | Sylvester Stallone         | Diễn viên, Đạo diễn, Viết kịch bản & Nhà sản xuất | Hoa Kỳ          |                 |
| 1993 | Jean Marais                | Nam diễn viên | Pháp            |                 |
| 1993 | Marcello Mastroianni       | Nam diễn viên | Ý               |                 |
| 1993 | Gérard Oury                | Diễn viên, Đạo diễn & Viết kịch bản (Gérard Oury đã tặng lại giải César danh dự này cho Jeanne de Funès, để tỏ lòng kính trọng người chồng quá cố 10 năm trước của Funès) | Pháp            |                 |
| 1994 | Jean Carmet                | Nam diễn viên & Viết kịch bản | Pháp            |                 |
| 1995 | Jeanne Moreau              | Nữ diễn viên, Đạo diễn & Viết kịch bản | Pháp            |                 |
| 1995 | Gregory Peck               | Diễn viên & Nhà sản xuất | Hoa Kỳ          |                 |
| 1995 | Steven Spielberg           | Đạo diễn, Nhà sản xuất & Viết kịch bản | Hoa Kỳ          |                 |
| 1996 | Gene Kelly                 | Diễn viên, Đạo diễn, Nhà sản xuất, Viết kịch bản & Viết nhạc | Hoa Kỳ          |                 |
| 1996 | Henri Verneuil             | Diễn viên, Đạo diễn, Nhà sản xuất & Viết kịch bản | Pháp            |                 |
| 1997 | Charles Aznavour           | Diễn viên, Ca sĩ, Viết nhạc & Kịch bản | Pháp            |                 |
| 1997 | Andie MacDowell            | Nữ diễn viên | Hoa Kỳ          |                 |
| 1998 | Michael Douglas            | Nam diễn viên, Nhà sản xuất | Hoa Kỳ          |                 |
| 1998 | Clint Eastwood             | Diễn viên, Đạo diễn, Nhà sản xuất & Viết nhạc | Hoa Kỳ          |                 |
| 1998 | Jean-Luc Godard            | Diễn viên, Đạo diễn & Viết kịch bản (cho „Histoire(s) du cinéma"-Phim nhiều tập)                                                                                          | Pháp            |                 |
| 1999 | Pedro Almodóvar            | Diễn viên, Đạo diễn, Nhà sản xuất & Viết kịch bản | Tây Ban Nha     |                 |
| 1999 | César Baldaccini           | Nhà điêu khắc (nhà thiết kế và được lấy tên đặt cho tượng giải César) | Pháp            |                 |
| 1999 | Johnny Depp                | Nam diễn viên, Nhà sản xuất | Hoa Kỳ          |                 |
| 1999 | Jean Rochefort             | Nam diễn viên | Pháp            |                 |
| 2000 | Josiane Balasko            | Nữ diễn viên, Đạo diễn, Nhà sản xuất & Viết kịch bản | Pháp            |                 |
| 2000 | Georges Cravenne           | Ký giả & Người sáng lập giải César | Pháp            |                 |
| 2000 | Jean-Pierre Léaud          | Nam diễn viên | Pháp            |                 |
| 2000 | Martin Scorsese            | Diễn viên, Đạo diễn, Nhà sản xuất & Viết kịch bản | Hoa Kỳ          |                 |
| 2001 | Darry Cowl                 | Diễn viên, Đạo diễn, Viết kịch bản & viết nhạc | Pháp            |                 |
| 2001 | Charlotte Rampling         | Nữ diễn viên | Vương quốc Anh  |                 |
| 2001 | Agnès Varda                | Đạo diễn & Viết kịch bản | Bỉ              |                 |
| 2002 | Anouk Aimée                | Nữ diễn viên | Pháp            |                 |
| 2002 | Jeremy Irons               | Nam diễn viên | Vương quốc Anh  |                 |
| 2002 | Claude Rich                | Diễn viên & Viết kịch bản | Pháp            |                 |
| 2003 | Bernadette Lafont          | Nữ diễn viên & Đạo diễn | Pháp            |                 |
| 2003 | Spike Lee                  | Diễn viên, Đạo diễn, Nhà sản xuất & Viết kịch bản | Hoa Kỳ          |                 |
| 2003 | Meryl Streep               | Nữ diễn viên | Hoa Kỳ          |                 |
| 2004 | Micheline Presle           | Nữ diễn viên | Pháp            |                 |
| 2005 | Jacques Dutronc            | Diễn viên, Ca sĩ & viết nhạc | Pháp            |                 |
| 2005 | Will Smith                 | Diễn viên, Nhà sản xuất, Ca sĩ & viết nhạc | Hoa Kỳ          |                 |
| 2006 | Hugh Grant                 | Nam diễn viên | Vương quốc Anh  |                 |
| 2006 | Pierre Richard             | Nam diễn viên | Pháp            |                 |
| 2007 | Marlène Jobert             | Nữ diễn viên | Pháp            |                 |
| 2007 | Jude Law                   | Diễn viên, Đạo diễn & Nhà sản xuất | Vương quốc Anh  |                 |
| 2008 | Jeanne Moreau              | Nữ diễn viên | Pháp            |                 |
| 2008 | Roberto Benigni            | Diễn viên & Đạo diễn | Ý               |                 |